# Bruchsee (Duingen)
Der Bruchsee ist ein etwa 10 ha großer Braunkohletagebau-Restsee im Gebiet der Duinger Seenplatte, Landkreis Hildesheim, Niedersachsen. Er befindet sich etwa 1 km westlich von Duingen.
Der See wird vom Angelsportverein Alfeld als Angelgewässer genutzt. Bootsangeln ist für Mitglieder in der Zeit von Oktober bis Januar für 3 Boote gleichzeitig erlaubt, Nachtangeln ja. Der See wird außerdem als inoffizieller Badesee genutzt. Privater Bootsverkehr ist durch den Eigentümer des Sees, den niedersächsischen Landesforsten, nicht erlaubt.
Das nordwestliche Ufer ist touristisch erschlossen.